# Désiré Lacroix
Pour les articles homonymes, voir Lacroix.
 Désiré Lacroix, né le 18 décembre 1927 à Bois-d'Amont, et mort le 23 septembre 2013 à Apt, est un skieur alpin français.

## Biographie

### Famille

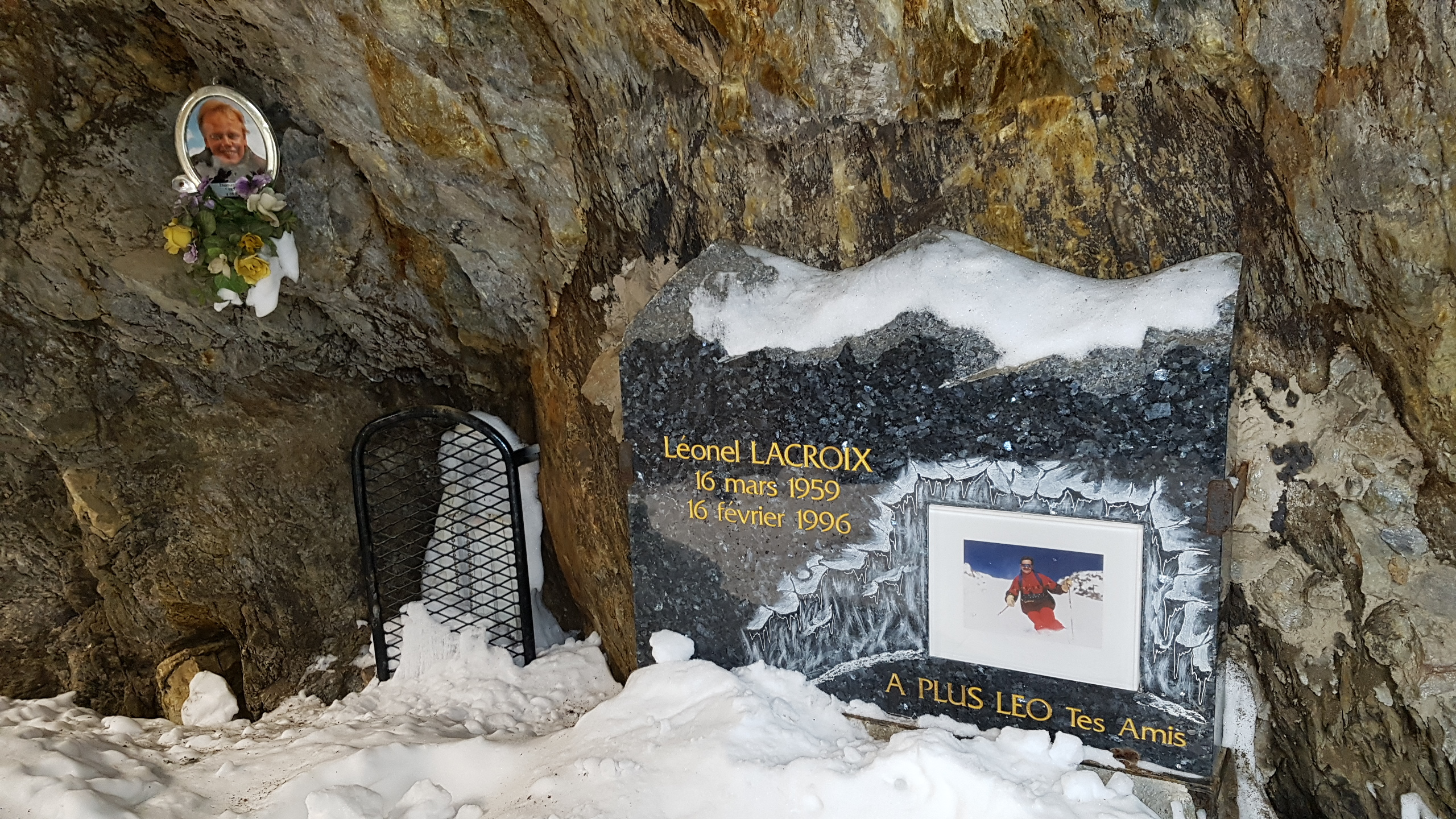
Plaque commémorative de Léonel Lacroix dans le tunnel des Grandes-Rousses d'Alpe d'Huez.

Désiré Lacroix naît le 18 décembre 1927 à Bois-d'Amont, dans le département française du Jura. Il est le fils d'Alexandre Lacroix et Marie Valsesia.
En 1954, il épouse Huguette Gay-Couttet (championne de France de patinage artistique). Ils ont deux enfants :
- Eddy Lacroix (né en 1956) qui sera membre de l'équipe de France de slalom
- Léonel Lacroix (1959-1996[2]) qui sera membre de l'équipe de France de descente

Il est le grand-oncle de Sébastien Lacroix, double champion du monde de combiné nordique en 2013.
Il est le cousin de Léo Lacroix (de dix ans son cadet), vice-champion olympique de descente en 1964 et double vice-champion du monde de descente et combiné en 1966.
Il est aussi le cousin de Daniel Lacroix, fondateur de l'entreprise Ski Lacroix.

### Carrière
En 1948, il est vice-champion de France de slalom à Superbagnères derrière Claude Penz. Cette même année, il prend la 4e place de la descente du Kandahar à Chamonix. Il dispute aussi les jeux olympiques de Saint-Moritz où il prend la 15e place du slalom.
En 1949, il remporte la descente (sur la mythique piste Verte des Houches) de la semaine internationale du ski du Mont-Blanc, en devançant Zeno Colo et Henri Oreiller . Il prend aussi la seconde place du slalom. Il prend les 5e et 6e places des descentes de la Coupe des trois téléphériques à Sestrières.
En 1950, il dispute les Championnats du monde à Aspen, où il se classe 10e du slalom. Il prend la 3e place du slalom de la Coupe des trois téléphériques à Sestrières. 
En 1951, il prend la 5e place du slalom du Lauberhorn à Wengen.
En 1955, il est sacré Champion de France de slalom à La Clusaz.
L'année suivante en 1956, il remporte le slalom du Critérium de la première neige à Val d'Isère. En 1959, il se classe 5e de cette même épreuve. 
De 1956 à 1960, il est entraîneur de l'équipe de France féminine. Puis à partir de 1960 et jusqu'en 2008, il s'investit en tant qu'entraîneur au sein du club d'Alpe d'Huez. Il contribue ainsi au succès de futurs champions et championnes tels : Bernard Orcel, Roland Roche, Fabienne Serrat, Marc Garcia, Laure Pequegnot, Gaetan Llorach, Isabelle Blanc, Ophélie David, Gauthier de Tessières.

## Hommage
En avril 2014, la station d'Alpe d'Huez lui rend hommage en baptisant Désiré Lacroix son stade de slalom . 
Le 19 novembre 2021, Eddy Lacroix remet à la municipalité de Bois d'Amont les trophées de son père Désiré,. Ils seront à la disposition du musée de la Boissellerie.

## Palmarès

### Jeux olympiques
| Épreuve / Édition    | Slalom |
| JO 1948 Saint-Moritz | 15e    |

### Championnats du monde
| Épreuve / Édition   | Slalom |
| Mondiaux 1950 Aspen | 10e    |

### Championnats de France

#### Élite
| Édition / Epreuve               | Descente                       | Slalom                         | Combiné                        |                                |
| ------------------------------- | ------------------------------ | ------------------------------ | ------------------------------ | ------------------------------ |
| Championnats 1948 Superbagnères | 12e                            | Argent                         | 4e                             |                                |
| Championnats de 1949 à 1954 -   | Or coupe du monde 1949 Houches | Or coupe du monde 1949 Houches | Or coupe du monde 1949 Houches | Or coupe du monde 1949 Houches |
| Championnats 1955 La Clusaz     | -                              | Or                             | -                              |                                |